# امبادانیا
امبادانیا (به لاتین: Ambadeniya) یک منطقهٔ مسکونی در سری‌لانکا است که در استان مرکزی (سری‌لانکا) واقع شده‌است.